# 多狮岛港站
多狮岛港站（韓語：다사도항역）是朝鮮民主主義人民共和國平安北道盐州郡多狮劳动者区的一個鐵路車站，属于多狮岛线。

## 邻近车站
多狮岛线
多狮岛站 - 多狮岛港站